# Кампоротондо ди Фиастроне
Кампорото̀ндо ди Фиастро̀не (на италиански: Camporotondo di Fiastrone) е село и община в Централна Италия, провинция Мачерата, регион Марке. Разположено е на 335 m надморска височина. Населението на общината е 598 души (към 2010 г.).